# Saison 2013-2014 de l'Arsenal FC
Chronologie
Saison précédente Saison suivante
La saison 2013-2014 de l'Arsenal FC est la 22e saison du club en Premier League. En compétition pour le Championnat d'Angleterre, la Coupe d'Angleterre, la Coupe de la Ligue anglaise et la Ligue des champions, Arsenal tente de remporter son premier titre depuis huit saisons.

## Équipe première

### Effectif
| N°                 | Nat                       | Nom                           | Date de naissance (Âge) | Depuis          | Matchs          | Buts            | En provenance de             |
| Gardiens de but    | Gardiens de but           | Gardiens de but               | Gardiens de but         | Gardiens de but | Gardiens de but | Gardiens de but | Gardiens de but              |
| ------------------ | ------------------------- | ----------------------------- | ----------------------- | --------------- | --------------- | --------------- | ---------------------------- |
| 1                  | Drapeau de la Pologne     | Wojciech Szczęsny             | 18 avril 1990           | 2007            | 152             | 0               | Centre de formation          |
| 13                 | Drapeau de l'Italie       | Emiliano Viviano              | 1er décembre 1985       | 2013            | 0               | 0               | US Palerme                   |
| 21                 | Drapeau de la Pologne     | Łukasz Fabiański              | 18 avril 1985           | 2007            | 78              | 0               | Legia Varsovie               |
| Défenseurs         |                           |                               |                         |                 |                 |                 |                              |
| 3                  | Drapeau de la France      | Bacary Sagna                  | 14 février 1983         | 2007            | 284             | 5               | Auxerre                      |
| 4                  | Drapeau de l'Allemagne    | Per Mertesacker               | 29 septembre 1984       | 2011            | 123             | 6               | Werder Brême                 |
| 5                  | Drapeau de la Belgique    | Thomas Vermaelen (capitaine)  | 14 novembre 1985        | 2009            | 150             | 15              | Ajax Amsterdam               |
| 6                  | Drapeau de la France      | Laurent Koscielny             | 10 septembre 1985       | 2010            | 165             | 13              | Lorient                      |
| 17                 | Drapeau de l'Espagne      | Nacho Monreal                 | 26 février 1986         | 2013            | 47              | 1               | Málaga                       |
| 25                 | Drapeau de l'Angleterre   | Carl Jenkinson                | 8 février 1992          | 2011            | 57              | 1               | Charlton Athletic            |
| 28                 | Drapeau de l'Angleterre   | Kieran Gibbs                  | 26 septembre 1989       | 2007            | 147             | 4               | Centre de formation          |
| Milieux de terrain |                           |                               |                         |                 |                 |                 |                              |
| 7                  | Drapeau de la Tchéquie    | Tomáš Rosický                 | 4 octobre 1980          | 2006            | 221             | 25              | Borussia Dortmund            |
| 8                  | Drapeau de l'Espagne      | Mikel Arteta (vice-capitaine) | 26 mars 1982            | 2011            | 124             | 15              | Everton                      |
| 10                 | Drapeau de l'Angleterre   | Jack Wilshere                 | 1er janvier 1992        | 2008            | 132             | 10              | Centre de formation          |
| 11                 | Drapeau de l'Allemagne    | Mesut Özil                    | 15 octobre 1988         | 2013            | 40              | 7               | Real Madrid                  |
| 16                 | Drapeau du pays de Galles | Aaron Ramsey                  | 26 décembre 1990        | 2008            | 184             | 27              | Cardiff City                 |
| 19                 | Drapeau de l'Espagne      | Santi Cazorla                 | 13 décembre 1984        | 2012            | 95              | 19              | Málaga                       |
| 20                 | Drapeau de la France      | Mathieu Flamini               | 7 mars 1984             | 2013            | 189             | 10              | AC Milan                     |
| 24                 | Drapeau de la France      | Abou Diaby                    | 1er mai 1986            | 2006            | 179             | 19              | Auxerre                      |
| 29                 | Drapeau de la Suède       | Kim Källström                 | 24 août 1982            | 2014            | 4               | 0               | Spartak Moscou               |
| 58                 | Drapeau de l'Allemagne    | Gedion Zelalem                | 26 janvier 1997         | 2013            | 1               | 0               | Centre de formation          |
| Attaquants         |                           |                               |                         |                 |                 |                 |                              |
| 9                  | Drapeau de l'Allemagne    | Lukas Podolski                | 4 juin 1985             | 2012            | 69              | 28              | Cologne                      |
| 12                 | Drapeau de la France      | Olivier Giroud                | 30 septembre 1986       | 2012            | 98              | 39              | Montpellier                  |
| 14                 | Drapeau de l'Angleterre   | Theo Walcott                  | 16 mars 1989            | 2006            | 281             | 69              | Southampton                  |
| 15                 | Drapeau de l'Angleterre   | Alex Oxlade-Chamberlain       | 15 août 1993            | 2011            | 79              | 9               | Southampton                  |
| 22                 | Drapeau de la France      | Yaya Sanogo                   | 23 janvier 1993         | 2013            | 14              | 0               | Auxerre                      |
| 23                 | Drapeau du Danemark       | Nicklas Bendtner              | 16 janvier 1988         | 2005            | 171             | 47              | Centre de formation          |
| 31                 | Drapeau du Japon          | Ryo Miyaichi                  | 14 décembre 1992        | 2011            | 7               | 0               | Chūkyōdai Chūkyō High School |
| 44                 | Drapeau de l'Allemagne    | Serge Gnabry                  | 14 juillet 1995         | 2012            | 19              | 1               | Centre de formation          |

### Staff managérial
| Emploi                      | Staff           |
| --------------------------- | --------------- |
| Entraîneur                  | Arsène Wenger   |
| Entraîneur adjoint          | Steve Bould     |
| Entraîneurs de l'équipe pro | Boro Primorac   |
| Entraîneurs de l'équipe pro | Neil Banfield   |
| Entraîneur des gardiens     | Gerry Peyton    |
| Préparateur physique        | Tony Colbert    |
| Physiothérapeute            | Colin Lewin     |
| Docteur                     | Gary O'Driscoll |
| Recruteur                   | Steve Rowley    |

Source : http://www.arsenal.com

### Tenues
Équipementier : Nike
Sponsor : Emirates
| Domicile | Domicile alt | Domicile alt | Extérieur | Extérieur alt | Gardien (1) | Gardien (2) | Gardien (3) | Gardien (4) |

## Transferts

### Mercato d'été

#### Arrivées
| Numéro | Poste | Joueur          | En provenance de | Montant         | Date             | Source |
| ------ | ----- | --------------- | ---------------- | --------------- | ---------------- | ------ |
| 22     | ATT   | Yaya Sanogo     | AJ Auxerre       | Transfert libre | 1er juillet 2013 | [ 1 ]  |
| 20     | MIL   | Mathieu Flamini | AC Milan         | Transfert libre | 29 août 2013     | [ 2 ]  |
| 11     | MIL   | Mesut Özil      | Real Madrid      | 50 M€           | 2 septembre 2013 | [ 3 ]  |

##### Prêts
| Numéro | Poste | Joueur           | En provenance de | Début            | Fin          | Source |
| ------ | ----- | ---------------- | ---------------- | ---------------- | ------------ | ------ |
| 13     | GB    | Emiliano Viviano | US Palerme       | 2 septembre 2013 | 30 juin 2014 | [ 4 ]  |

#### Départs
| Numéro | Poste | Joueur              | Destination              | Montant         | Date             | Source |
| ------ | ----- | ------------------- | ------------------------ | --------------- | ---------------- | ------ |
| 15     | MIL   | Denílson            | São Paulo                | Transfert libre | 1er juillet 2013 | [ 5 ]  |
| 23     | ATT   | Andrei Arshavin     | Zénith Saint-Pétersbourg | Transfert libre | 1er juillet 2013 | [ 6 ]  |
| 24     | GB    | Vito Mannone        | Sunderland               | 2,4 M€          | 3 juillet 2013   | [ 7 ]  |
| 18     | DEF   | Sébastien Squillaci | SC Bastia                | Transfert libre | 16 juillet 2013  | [ 8 ]  |
| 11     | DEF   | André Santos        | Flamengo                 | Transfert libre | 20 juillet 2013  | [ 9 ]  |
| 27     | ATT   | Gervinho            | AS Rome                  | 8 M€            | 8 août 2013      | [ 10 ] |
| 29     | ATT   | Marouane Chamakh    | Crystal Palace           | 1,2 M€          | 10 août 2013     | [ 11 ] |

##### Prêts
| Numéro | Poste | Joueur           | Destination | Début           | Fin          | Source |
| ------ | ----- | ---------------- | ----------- | --------------- | ------------ | ------ |
| 34     | MIL   | Francis Coquelin | SC Fribourg | 5 juillet 2013  | 30 juin 2014 | [ 12 ] |
| 28     | ATT   | Joel Campbell    | Olympiakos  | 25 juillet 2013 | 30 juin 2014 | [ 13 ] |

### Mercato d'hiver

#### Arrivées

##### Prêts
| Numéro | Poste | Joueur        | En provenance de | Début           | Fin          | Source |
| ------ | ----- | ------------- | ---------------- | --------------- | ------------ | ------ |
| 29     | MIL   | Kim Källström | Spartak Moscou   | 31 janvier 2014 | 30 juin 2014 | [ 14 ] |

#### Départs
| Numéro | Poste | Joueur            | Destination | Montant  | Date            | Source |
| ------ | ----- | ----------------- | ----------- | -------- | --------------- | ------ |
| 26     | MIL   | Emmanuel Frimpong | Barnsley    | Indéfini | 31 janvier 2014 | [ 15 ] |

##### Prêts
| Numéro | Poste | Joueur         | Destination | Début           | Fin          | Source |
| ------ | ----- | -------------- | ----------- | --------------- | ------------ | ------ |
| 30     | ATT   | Park Chu-young | Watford     | 31 janvier 2014 | 30 juin 2014 | [ 16 ] |

### Activité globale
| Mercato d'été : 50 M€ Mercato d'hiver : 0 € Total : 50 M€ | Mercato d'été : 11,6 M€ Mercato d'hiver : 0 € Total : 11,6 M€ | Mercato d'été : 38,4 M€ Mercato d'hiver : 0 € Total : 38,4 M€ |

## Compétitions

### Premier League

#### Classement
| Rang | Équipe                | Pts | J  | G  | N  | P  | Bp  | Bc | Diff |
| ---- | --------------------- | --- | -- | -- | -- | -- | --- | -- | ---- |
| 1    | Manchester City L     | 86  | 38 | 27 | 5  | 6  | 102 | 37 | +65  |
| 2    | Liverpool             | 84  | 38 | 26 | 6  | 6  | 101 | 50 | +51  |
| 3    | Chelsea               | 82  | 38 | 25 | 7  | 6  | 71  | 27 | +44  |
| 4    | Arsenal C             | 79  | 38 | 24 | 7  | 7  | 68  | 41 | +27  |
| 5    | Everton               | 72  | 38 | 21 | 9  | 8  | 61  | 39 | +22  |
| 6    | Tottenham Hotspur     | 69  | 38 | 21 | 6  | 11 | 55  | 51 | +4   |
| 7    | Manchester United T S | 64  | 38 | 19 | 7  | 12 | 64  | 43 | +21  |
| 8    | Southampton           | 56  | 38 | 15 | 11 | 12 | 54  | 46 | +8   |
| 9    | Stoke City            | 50  | 38 | 13 | 11 | 14 | 45  | 52 | -7   |
| 10   | Newcastle United      | 49  | 38 | 15 | 4  | 19 | 43  | 59 | -16  |
| 11   | Crystal Palace P      | 45  | 38 | 13 | 6  | 19 | 33  | 48 | -15  |
| 12   | Swansea City          | 42  | 38 | 11 | 9  | 18 | 54  | 54 | 0    |
| 13   | West Ham United       | 40  | 38 | 11 | 7  | 20 | 40  | 51 | -11  |
| 14   | Sunderland            | 38  | 38 | 10 | 8  | 20 | 41  | 60 | -19  |
| 15   | Aston Villa           | 38  | 38 | 10 | 8  | 20 | 39  | 61 | -22  |
| 16   | Hull City P FC        | 37  | 38 | 10 | 7  | 21 | 38  | 53 | -15  |
| 17   | West Bromwich         | 36  | 38 | 7  | 15 | 16 | 43  | 59 | -16  |
| 18   | Norwich City          | 33  | 38 | 8  | 9  | 21 | 28  | 62 | -34  |
| 19   | Fulham                | 32  | 38 | 9  | 5  | 24 | 40  | 85 | -45  |
| 20   | Cardiff City P        | 30  | 38 | 7  | 9  | 22 | 32  | 74 | -42  |

Qualifications européennes
Ligue des champions 2014-2015
- 1er 2e et 3e : phase de groupes
- 4e : tour de barrages pour non-champions

Ligue Europa 2014-2015
- 5e : phase de groupes
- 6e : tour de barrages
- FC : 3e tour de qualification

Relégation
- 18e, 19e et 20e : relégation en Championship

Abréviations
- T : Tenant du titre
- C : Vainqueur de la FA Cup 2013-2014
- FC : Finaliste de la FA Cup 2013-2014
- L : Vainqueur de la Coupe de la Ligue 2013-2014
- S : Vainqueur du Community Shield 2013
- P : Promus de Championship

### Ligue des Champions

#### Phase de groupes

##### Classement
| Rang | Équipe                 | Pts | J | G | N | P | Bp | Bc | Diff |  | Résultats (▼ dom., ► ext.) | Drapeau de l'Allemagne | Drapeau de l'Angleterre | Drapeau de l'Italie | Drapeau de la France |
| ---- | ---------------------- | --- | - | - | - | - | -- | -- | ---- |  | -------------------------- | ---------------------- | ----------------------- | ------------------- | -------------------- |
| 1    | Borussia Dortmund      | 12  | 6 | 4 | 0 | 2 | 11 | 6  | +5   |  | Borussia Dortmund          |                        | 0-1                     | 3-1                 | 3-0                  |
| 2    | Arsenal                | 12  | 6 | 4 | 0 | 2 | 8  | 5  | +3   |  | Arsenal                    | 1-2                    |                         | 2-0                 | 2-0                  |
| 3    | SSC Naples             | 12  | 6 | 4 | 0 | 2 | 10 | 9  | +1   |  | SSC Naples                 | 2-1                    | 2-0                     |                     | 3-2                  |
| 4    | Olympique de Marseille | 0   | 6 | 0 | 0 | 6 | 5  | 14 | -9   |  | Olympique de Marseille     | 1-2                    | 1-2                     | 1-2                 |                      |

Source : uefa.com

## Statistiques

### Meilleurs buteurs
Inclut uniquement les matches officiels. La liste est classée par numéro de maillot lorsque le total des buts est égal.
| R  | No. | Pos | Nat | Nom                     | Premier League | Coupe d'Angleterre | Coupe de la Ligue | Ligue des champions | Total |
| -- | --- | --- | --- | ----------------------- | -------------- | ------------------ | ----------------- | ------------------- | ----- |
| 1  | 12  | ATT |     | Olivier Giroud          | 16             | 3                  | 0                 | 3                   | 22    |
| 2  | 16  | MIL |     | Aaron Ramsey            | 10             | 1                  | 0                 | 5                   | 16    |
| 3  | 9   | ATT |     | Lukas Podolski          | 8              | 3                  | 0                 | 1                   | 12    |
| 4  | 11  | MIL |     | Mesut Özil              | 5              | 1                  | 0                 | 1                   | 7     |
| 4  | 19  | MIL |     | Santi Cazorla           | 4              | 3                  | 0                 | 0                   | 7     |
| 6  | 14  | ATT |     | Theo Walcott            | 5              | 0                  | 0                 | 1                   | 6     |
| 7  | 10  | MIL |     | Jack Wilshere           | 3              | 0                  | 0                 | 2                   | 5     |
| 8  | 4   | DEF |     | Per Mertesacker         | 2              | 1                  | 0                 | 0                   | 3     |
| 8  | 6   | DEF |     | Laurent Koscielny       | 2              | 1                  | 0                 | 0                   | 3     |
| 8  | 7   | MIL |     | Tomáš Rosický           | 2              | 1                  | 0                 | 0                   | 3     |
| 8  | 8   | MIL |     | Mikel Arteta            | 2              | 1                  | 0                 | 0                   | 3     |
| 8  | 15  | MIL |     | Alex Oxlade-Chamberlain | 2              | 1                  | 0                 | 0                   | 3     |
| 11 | 20  | MIL |     | Mathieu Flamini         | 2              | 0                  | 0                 | 0                   | 2     |
| 11 | 23  | ATT |     | Nicklas Bendtner        | 2              | 0                  | 0                 | 0                   | 2     |
| 14 | 3   | DEF |     | Bacary Sagna            | 1              | 0                  | 0                 | 0                   | 1     |
| 14 | 25  | DEF |     | Carl Jenkinson          | 1              | 0                  | 0                 | 0                   | 1     |
| 14 | 28  | DEF |     | Kieran Gibbs            | 0              | 0                  | 0                 | 1                   | 1     |
| 14 | 44  | ATT |     | Serge Gnabry            | 1              | 0                  | 0                 | 0                   | 1     |
|    |     |     |     | TOTAUX                  | 64             | 16                 | 1                 | 14                  | 99    |

Mise à jour : 17 mai 2014

Source : Rapports de matches officiels

### Discipline
Inclut uniquement les matches officiels. La liste est classée par numéro de maillot lorsque le total des cartons est égal.
| R  | No. | Pos | Nat                       | Nom               | Premier League | Premier League | Coupe d'Angleterre | Coupe d'Angleterre | Coupe de la Ligue | Coupe de la Ligue | Ligue des champions | Ligue des champions | Total  | Total        |
| R  | No. | Pos | Nat                       | Nom               | Averti         | Carton rouge   | Averti             | Carton rouge       | Averti            | Carton rouge      | Averti              | Carton rouge        | Averti | Carton rouge |
| 1  | 8   | MIL | Drapeau de l'Espagne      | Mikel Arteta      | 3              | 1              | 0                  | 0                  | 1                 | 0                 | 2                   | 1                   | 6      | 2            |
| 2  | 20  | MIL | Drapeau de la France      | Mathieu Flamini   | 8              | 1              | 2                  | 0                  | 0                 | 0                 | 0                   | 0                   | 10     | 1            |
| 3  | 1   | GB  | Drapeau de la Pologne     | Wojciech Szczęsny | 2              | 0              | 0                  | 0                  | 0                 | 0                 | 1                   | 1                   | 3      | 1            |
| 4  | 28  | DEF | Drapeau de l'Angleterre   | Kieran Gibbs      | 2              | 1              | 0                  | 0                  | 0                 | 0                 | 0                   | 0                   | 2      | 1            |
| 5  | 6   | DEF | Drapeau de la France      | Laurent Koscielny | 1              | 1              | 0                  | 0                  | 0                 | 0                 | 0                   | 0                   | 1      | 1            |
| 6  | 7   | MIL | Drapeau de la Tchéquie    | Tomáš Rosický     | 7              | 0              | 0                  | 0                  | 0                 | 0                 | 2                   | 0                   | 9      | 0            |
| 7  | 10  | MIL | Drapeau de l'Angleterre   | Jack Wilshere     | 6              | 0              | 1                  | 0                  | 0                 | 0                 | 0                   | 0                   | 7      | 0            |
| 7  | 12  | ATT | Drapeau de la France      | Olivier Giroud    | 4              | 0              | 2                  | 0                  | 0                 | 0                 | 1                   | 0                   | 7      | 0            |
| 9  | 3   | DEF | Drapeau de la France      | Bacary Sagna      | 6              | 0              | 0                  | 0                  | 0                 | 0                 | 0                   | 0                   | 6      | 0            |
| 9  | 16  | MIL | Drapeau du pays de Galles | Aaron Ramsey      | 3              | 0              | 0                  | 0                  | 0                 | 0                 | 3                   | 0                   | 6      | 0            |
| 11 | 4   | DEF | Drapeau de l'Allemagne    | Per Mertesacker   | 3              | 0              | 0                  | 0                  | 0                 | 0                 | 1                   | 0                   | 4      | 0            |
| 11 | 17  | DEF | Drapeau de l'Espagne      | Nacho Monreal     | 2              | 0              | 1                  | 0                  | 1                 | 0                 | 0                   | 0                   | 4      | 0            |
| 13 | 5   | DEF | Drapeau de la Belgique    | Thomas Vermaelen  | 0              | 0              | 1                  | 0                  | 1                 | 0                 | 1                   | 0                   | 3      | 0            |
| 14 | 19  | MIL | Drapeau de l'Espagne      | Santi Cazorla     | 2              | 0              | 0                  | 0                  | 0                 | 0                 | 0                   | 0                   | 2      | 0            |
| 15 | 9   | ATT | Drapeau de l'Allemagne    | Lukas Podolski    | 0              | 0              | 0                  | 0                  | 0                 | 0                 | 1                   | 0                   | 1      | 0            |
| 15 | 11  | MIL | Drapeau de l'Allemagne    | Mesut Özil        | 0              | 0              | 0                  | 0                  | 0                 | 0                 | 1                   | 0                   | 1      | 0            |
| 15 | 14  | ATT | Drapeau de l'Angleterre   | Theo Walcott      | 1              | 0              | 0                  | 0                  | 0                 | 0                 | 0                   | 0                   | 1      | 0            |
| 15 | 22  | ATT | Drapeau de la France      | Yaya Sanogo       | 0              | 0              | 0                  | 0                  | 0                 | 0                 | 1                   | 0                   | 1      | 0            |
| 15 | 25  | DEF | Drapeau de l'Angleterre   | Carl Jenkinson    | 1              | 0              | 0                  | 0                  | 0                 | 0                 | 0                   | 0                   | 1      | 0            |
| 15 | 29  | MIL | Drapeau de la Suède       | Kim Källström     | 1              | 0              | 0                  | 0                  | 0                 | 0                 | 0                   | 0                   | 1      | 0            |
| 15 | 45  | DEF | Drapeau de l'Angleterre   | Isaac Hayden      | 0              | 0              | 0                  | 0                  | 1                 | 0                 | 0                   | 0                   | 1      | 0            |
|    |     |     |                           | TOTAUX            | 51             | 4              | 7                  | 0                  | 4                 | 0                 | 14                  | 2                   | 76     | 6            |

Mise à jour : 17 mai 2014

Source : Rapports de matches officiels

### Capitaines
Inclut uniquement les matches officiels. La liste est classée par numéro de maillot lorsque le total des capitanats est égal.
| No. | Pos | Nom         | Nat | Nb. matchs |
| --- | --- | ----------- | --- | ---------- |
| 8   | MIL | Arteta      |     | 26         |
| 4   | DEF | Mertesacker |     | 16         |
| 5   | DEF | Vermaelen   |     | 13         |
| 3   | DEF | Sagna       |     | 1          |

Mise à jour : 17 mai 2014

### Total
| Matches joués                 | 56 (38 Premier League, 6 Coupe d'Angleterre, 2 Coupe de la Ligue, 10 Ligue des champions)      |
| Matches gagnés                | 35 (24 Premier League, 5 Coupe d'Angleterre, 6 Ligue des champions)                            |
| Matches nuls                  | 10 (7 Premier League, 1 Coupe d'Angleterre, 1 Coupe de la Ligue, 1 Ligue des champions)        |
| Matches perdus                | 11 (7 Premier League, 1 Coupe de la Ligue, 3 Ligue des champions)                              |
| Buts marqués                  | 99 (68 Premier League, 16 Coupe d'Angleterre, 1 Coupe de la Ligue, 14 Ligue des champions)     |
| Buts concédés                 | 58 (41 Premier League, 5 Coupe d'Angleterre, 3 Coupe de la Ligue, 9 Ligue des champions)       |
| Différence de buts            | +41 (+27 Premier League, +11 Coupe d'Angleterre, -2 Coupe de la Ligue, +5 Ligue des champions) |
| Matches sans encaisser de but | 24 (17 Premier League, 2 Coupe d'Angleterre, 5 Ligue des champions)                            |
| Cartons jaunes                | 76 (51 Premier League, 7 Coupe d'Angleterre, 4 Coupe de la Ligue, 14 Ligue des champions)      |
| Cartons rouges                | 6 (4 Premier League, 2 Ligue des champions)                                                    |
| Pire discipline               | Mikel Arteta (6 - 2 )                                                                          |
| Meilleur résultat             | Victoire 4 - 0 (Domicile) contre Coventry City - Coupe d'Angleterre - 24 janvier 2014          |
| Pire résultat                 | Défaite 0 - 6 (Extérieur) contre Chelsea - Premier League - 22 mars 2014                       |
| Meilleur buteur               | Olivier Giroud (22 buts)                                                                       |

Mise à jour : 17 mai 2014

Source : Rapports de matches officiels